# لیون بارنت
لیون بارنت (انگلیسی: Leon Barnett؛ زادهٔ ۳۰ نوامبر ۱۹۸۵) یک بازیکن فوتبال اهل بریتانیا است.